# 交響曲第1番 (ゴットシャルク)

第1楽章のピアノ編曲版楽譜の表紙。1879年頃。

交響曲第1番『熱帯の夜』（La nuit des tropiques） D.104（RO 225）は、ルイス・モロー・ゴットシャルクが作曲した交響曲。彼の交響曲の中で最も知られる作品である。

## 概要
この交響曲が完成されたのはおそらく1858年このとである。作曲の多くの部分はキューバ、マルティニーク、グアドループで進められたものと思われる。しばしば「熱帯の夜」という表題が付される第1楽章は、翌年の冬にハバナで初演された。14か月後、第2楽章「熱帯での祝日」（Une Fête sous les tropiques）を含めた交響曲全曲が、600人以上の奏者を擁する管弦楽によるゴットシャルクの「モンスター・コンサート」シリーズの中で演奏された。これはベルリオーズが同様の演奏企画を行っていたことに触発されてのことであった。手稿譜はハバナに残されていたが1932年に盗難に遭い、1950年代になってニューヨーク公共図書館で発見された。アメリカ初演は1955年5月5日に、ハワード・シャネットが小オーケストラ用に自ら編曲を行い、コロンビア大学管弦楽団を指揮して行われた。初録音が行われたのは1971年のことで、この際に使われたイーゴリ・ブケトフ編の版では、フル・オーケストラに加えて追加のバンド、そして数多くのカリブ地方の打楽器奏者を加えても、総勢150人での演奏となった。

## 楽曲構成
全2楽章構成となっている。平均的な演奏時間は約20分。
1. Andante
2. Allegro moderato

第1楽章は弦楽合奏で始まり、木管と金管が加わる騒々しい部分へと発展していく。開始部のフレーズが回帰し、弦楽合奏による終わりを迎える。第2楽章はこれに比べると「ヨーロッパ風」ではなくなっており、おそらく史上初めてサンバを管弦楽に仕立て上げたのではないかと思われる。手稿譜では最後の44小節が失われている。ある指揮者は、この部分について「オーケストラがジャズの要領で即興する」可能性もあるのではないかと唱えるが、分厚い楽器法によって書かれていること、またゴットシャルクと同時代のブラジルの友人、出版者だったアルトゥール・ナポレアン・ドス・サントスによるピアノ2台編曲版には失われたパッセージが残されていることから、即興を意図した可能性は限りなく低いと思われる。